# Langladure
La Langladure est une rivière française de la Creuse , en région Nouvelle-Aquitaine. Elle est également appelée le Masgrangeas, ou ruisseau de Masgrangeas dans sa partie amont.

## Géographie
La Langladure prend sa source à Royère-de-Vassivière (village de Masgrangeas) et se jette dans la Maulde à Saint-Martin-Château, en amont de la cascade des Jarrauds, amplifiant sensiblement l'envergure de celle-ci. Elle a une longueur de 10,7 km. Sur son cours est installé le moulin de Langladure, un moulin à eau du XVIIIe siècle. Un moulin est signalé sur la carte de Cassini de 1760 à proximité de l'actuel moulin. Puis la Langladure traverse le territoire du village de Langladure, ancienne commune de la Creuse rattachée depuis la Révolution française à la commune de Royère-de-Vassivière.
Les cours d'eau en aval de la Langladure sont la Maulde, la Vienne puis la Loire qui se jette dans l'océan Atlantique.

## Les planches

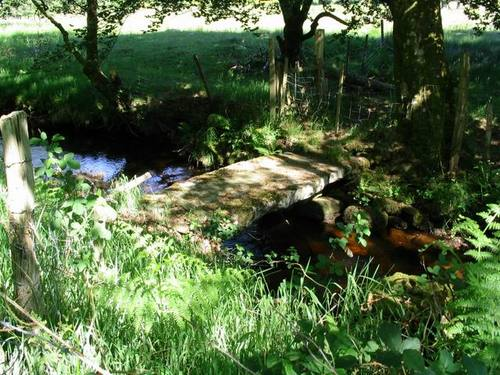
Une « planche » sur la Langladure à Saint-Martin-Château.

Les « planches » sont une particularité du parc naturel régional de Millevaches en Limousin. Ce sont des ponts dont le tablier entre deux piles est fait d'une grande « planche » de granite taillé. Parfois il y a deux « planches » côte à côte. Cette particularité locale est due au « granite du Compeix » ainsi qu'on le nomme dans la région. C'est un granite à deux micas (blanc et noir). Sa couleur est beige à rose. À grain fin et régulier, il se débite bien en pierres de taille. Dans toutes les maisons, il est utilisé pour faire les linteaux, les jambages, les appuis et les pierres d'angle. Il fut aussi employé pour faire les ponts de planches. Il est encore taillé au Compeix.
Les planches servent aux piétons, étant souvent trop étroites pour les charrettes, celles-ci utilisaient alors un gué proche. Sur la Langladure, il existe la planche Perrine à Saint-Martin-Château. On trouve de nombreux autres planches à proximité de la Langladure sur la Maulde à Saint-Martin-Château.